# Boulevard des hirondelles
Pour plus de détails, voir Fiche technique et Distribution.
Boulevard des hirondelles est un film français réalisé par Josée Yanne et  sorti en 1992.
Le film est inspiré d'une histoire vraie, celle de Lucie Aubrac.

## Synopsis
Une femme organise pendant la guerre une action commando pour sortir son amant de prison où il est retenu par les Nazis. L'opération se déroule pendant un transfert à proximité du Boulevard des Hirondelles à Lyon (aujourd'hui Boulevard des Tchécoslovaques)

## Fiche technique
- Réalisation : Josée Yanne
- Scénario : Josée Yanne, Lucie Aubrac d'après son livre Ils partiront dans l'ivresse
- Production : Mjn productions[1]
- Musique : Pierre Jansen
- Montage : Anna Ruiz
- Directeur de la photographie : Carlo Varini
- Costumes : Claire Fraisse
- Effets spéciaux : Georges Demétrau
- Société de production : MJN Productions
- Société de distribution : MJN Productions
- Pays d’origine :  France
- Langue originale : français
- Durée : 90 minutes
- Dates de sortie : 
  - 22 octobre 1992 (New York)
  - 17 mars 1993 : ( France)

## Distribution
- Élizabeth Bourgine : Lucie Aubrac
- Pierre-Loup Rajot : Raymond Aubrac
- Christophe Bourseiller : Maurice David
- Didier Sandre : Pascal Capeau
- François Caron : Serge Ravanel
- Pierre Banderet : Pierre
- Jean-Claude Bolle-Reddat : L'Employé de la morgue
- Philippe Cal : Klaus Barbie
- Roland Chalosse : Le gardien de prison
- Michaël Cohen

## Autour du film
Réalisé en 1991, le film ne sort sur les écrans français qu'en 1993, quelques mois après avoir été distribué aux États-Unis : le genre historique étant alors jugé peu à la mode en France, le film avait eu du mal à trouver un distributeur dans son pays d'origine. Mal accueilli par la critique, le film passe inaperçu du public et ne reste que peu de temps à l'affiche. Quatre ans plus tard, Claude Berri réalise Lucie Aubrac, une autre adaptation du livre de cette dernière, qui bénéficie d'une sortie beaucoup plus médiatisée que le film de Josée Yanne.